# La Fille du Boche
La Fille du Boche est un film muet français réalisé par Henri Pouctal sorti en 1915.
Ce film fait partie des productions patriotiques que le réalisateur a tournées pendant la Première Guerre mondiale, comme L'Infirmière (1914), Dette de haine (1915), La France d'abord (1915), Alsace (1916) ou encore Chantecoq (1916).

## Fiche technique
- Titre : La Fille du Boche
- Réalisation : Henri Pouctal
- Société de production : Société des Établissements L. Gaumont
- Pays d'origine :  France
- Format : Noir et blanc — 35 mm — 1,33:1 — Muet
- Genre : Film dramatique
- Durée :
- Dates de sortie : 
  - France : 1915

## Distribution
- Jeanne Brindeau
- Camille Bert
- Claude Bénédict
- Jeanne Briey
- Brousse
- Pauline Carton
- Liane De Poujois
- Marchal
- Auguste Mévisto